# Cristodoro
Cristodoro (en griego: Χριστόδωρος), fue un poeta épico griego de Coptos en Egipto, floreció durante el reinado de Anastasio I (491-518).
Según Suidas, fue el autor de Patria (Gr. Πάτρια), relatos de la fundación, historia y antigüedades de varias ciudades; Lydiaka (Gr. Λυδιακά), la historia mítica de Lidia; Isaurica (gr. Ἰσαυρικά), celebrando la victoria de Anastasio en la Guerra isauriana (492-497); tres libros de epigramas; y muchas otras obras.
Además de dos epigramas (Anthol. Pal. vii. 697, 698), poseemos una descripción de ochenta estatuas de dioses, héroes y hombres y mujeres famosos en el gimnasio de Zeuxippos en Constantinopla (Ἔκφρασις τῶν ἀγαλμάτων τῶν εἰς τὸ δομόν τοῦ Ζευξίππου). Este texto, que consta de 416 hexámetros, forma el segundo libro de la Antología Palatina.
Los principales modelos del escritor son Homero y Nono, a quienes sigue de cerca en la estructura de sus hexámetros. Las opiniones están divididas en cuanto a los méritos del trabajo. Algunos críticos lo consideran de gran importancia para la historia del arte y un modelo de descripción; otros lo consideran sin valor, tanto desde el punto de vista histórico, mitológico y arqueológico.
Véase Friedrich Baumgarten, De Christodoro Poeta Thebano, Bonn (1881), y su artículo en Realencyclopädie der classischen Altertumswissenschaft, III (1897) 2450-2452 de Pauly-Wissowa; Wilhelm von Christ, Geschichte der griechischen Litteratur (1898); Francesco Tissoni, Cristodoro. Un’introduzione e un commento, Alessandria (2000).